# 대전소년원
대전소년원, 또는 대산학교는 비행청소년의 재교육을 위해 대한민국 법무부 범죄예방정책국 산하에 설치된 기관이다. 대전광역시 동구 산내로 1398-41에 있다.
소년원장은 서기관으로 보한다.

## 소속기관
- 대전청소년비행예방센터: 대전광역시 유성구 엑스포로 145